# Campioni italiani assoluti di atletica leggera - Pentathlon femminile
Questa pagina raccoglie un elenco di tutte le campionesse italiane dell'atletica leggera nel pentathlon, specialità che entrò nel programma dei campionati nel 1934 (anche se fu inserito anche nell'edizione del 1926) e vi rimase fino al 1980, quando fu sostituito dall'eptathlon; non si competé in questa disciplina tra il 1938 e il 1945. 
Per l'edizione del 1926 le cinque prove furono le seguenti: salto misto, lancio del giavellotto, 80 metri piani, lancio del disco e 250 metri piani. Dal 1934 al 1968 il programma del pentathlon comprendeva, sia pure con cambiamenti nell'ordine delle gare, 80 metri ostacoli, getto del peso, salto in lungo, salto in alto e 200 metri piani. Dal 1977 al 1980 la corsa dei 200 metri piani venne sostituita dagli 800 metri piani. 

## Albo d'oro
| Anno      | Atleta (società)                                         | Prestazione            |
| --------- | -------------------------------------------------------- | ---------------------- |
| 1926      | Olga Barbieri Società Ginnastica Pro Patria et Libertate | 12 pen.                |
| 1927/1933 | Gara non in programma                                    | Gara non in programma  |
| 1934      | Pierina Borsani ?                                        | 206 p.                 |
| 1935      | Ondina Valla ?                                           | 254,529 p.             |
| 1936      | Elsa Lambertini ?                                        | 121 p.                 |
| 1937      | Amelia Piccinini ?                                       | 179 p.                 |
| 1938/1943 | Gara non in programma                                    | Gara non in programma  |
| 1944      | Edizione non disputata                                   | Edizione non disputata |
| 1945      | Gara non in programma                                    | Gara non in programma  |
| 1946      | Amelia Piccinini ?                                       | 3 646 p.               |
| 1947      | Amelia Piccinini ?                                       | 3 545 p.               |
| 1948      | Amelia Piccinini ?                                       | 3 436 p.               |
| 1949      | Silvana Pierucci ?                                       | 3 728 p.               |
| 1950      | Silvana Pierucci ?                                       | 3 837 p.               |
| 1951      | Silvana Pierucci ?                                       | 3 759 p.               |
| 1952      | Piera Fassio ?                                           | 3 584 p.               |
| 1953      | Maria Musso Augusta Bra                                  | 4 007 p.               |
| 1954      | Paola Paternoster ?                                      | 4 073 p.               |
| 1955      | Paola Paternoster ?                                      | 4 370 p.               |
| 1956      | Osvalda Giardi ?                                         | 3 569 p.               |
| 1957      | Maria Musso ?                                            | 3 995 p.               |
| 1958      | ?                                                        | ?                      |
| 1959      | Maria Musso ?                                            | 3 945 p.               |
| 1960      | Paola Paternoster ?                                      | 3 902 p.               |
| 1961      | Roberta Turba ?                                          | 4 150 p.               |
| 1962      | Magalì Vettorazzo ?                                      | 4 308 p.               |
| 1963      | Magalì Vettorazzo ?                                      | 4 245 p.               |
| 1964      | Osvalda Giardi ?                                         | 3 890 p.               |
| 1965      | Magalì Vettorazzo ?                                      | 4 104 p.               |
| 1966      | Magalì Vettorazzo ?                                      | 4 254 p.               |
| 1967      | Magalì Vettorazzo ?                                      | 4 264 p.               |
| 1968      | Loredana Fiori ?                                         | 3 870 p.               |
| 1969      | Magalì Vettorazzo ?                                      | 4 322 p.               |
| 1970      | Magalì Vettorazzo ?                                      | 4 342 p.               |
| 1971      | Barbara Ridi ?                                           | 5 148 p.               |
| 1972      | Sara Simeoni ?                                           | 3 578 p.               |
| 1973      | Rita Bottiglieri ?                                       | 3 789 p.               |
| 1974      | Rita Bottiglieri ?                                       | 3 906 p.               |
| 1975      | Loredana Fiori ?                                         | 3 748 p.               |
| 1976      | Anna Aldrighetti ?                                       | 3 933 p.               |
| 1977      | Anna Aldrighetti ?                                       | 3 948 p.               |
| 1978      | Barbara Bachlechner ?                                    | 3 853 p.               |
| 1979      | Barbara Bachlechner ?                                    | 4 070 p.               |
| 1980      | Barbara Bachlechner ?                                    | 3 988 p.               |